# Нікітино (Сарактаський район)
Нікі́тино (рос. Никитино) — село у складі Сарактаського району Оренбурзької області, Росія.

## Населення
Населення — 660 осіб (2010; 705 у 2002).
Національний склад (станом на 2002 рік):
- татари — 89 %